# 平成19年台風第11号
平成19年台風第11号（へいせい19ねんたいふうだい11ごう、アジア名：ナーリー〔Nari、命名国：韓国、意味：百合〕）は2007年（平成19年）9月に発生し、日本に接近して韓国に上陸した台風である。急激に発達した後、久米島を直撃し、猛烈な風の被害をもたらした。また、前線の活動を活発化させて東北地方に大雨による被害を出した。

## 概要

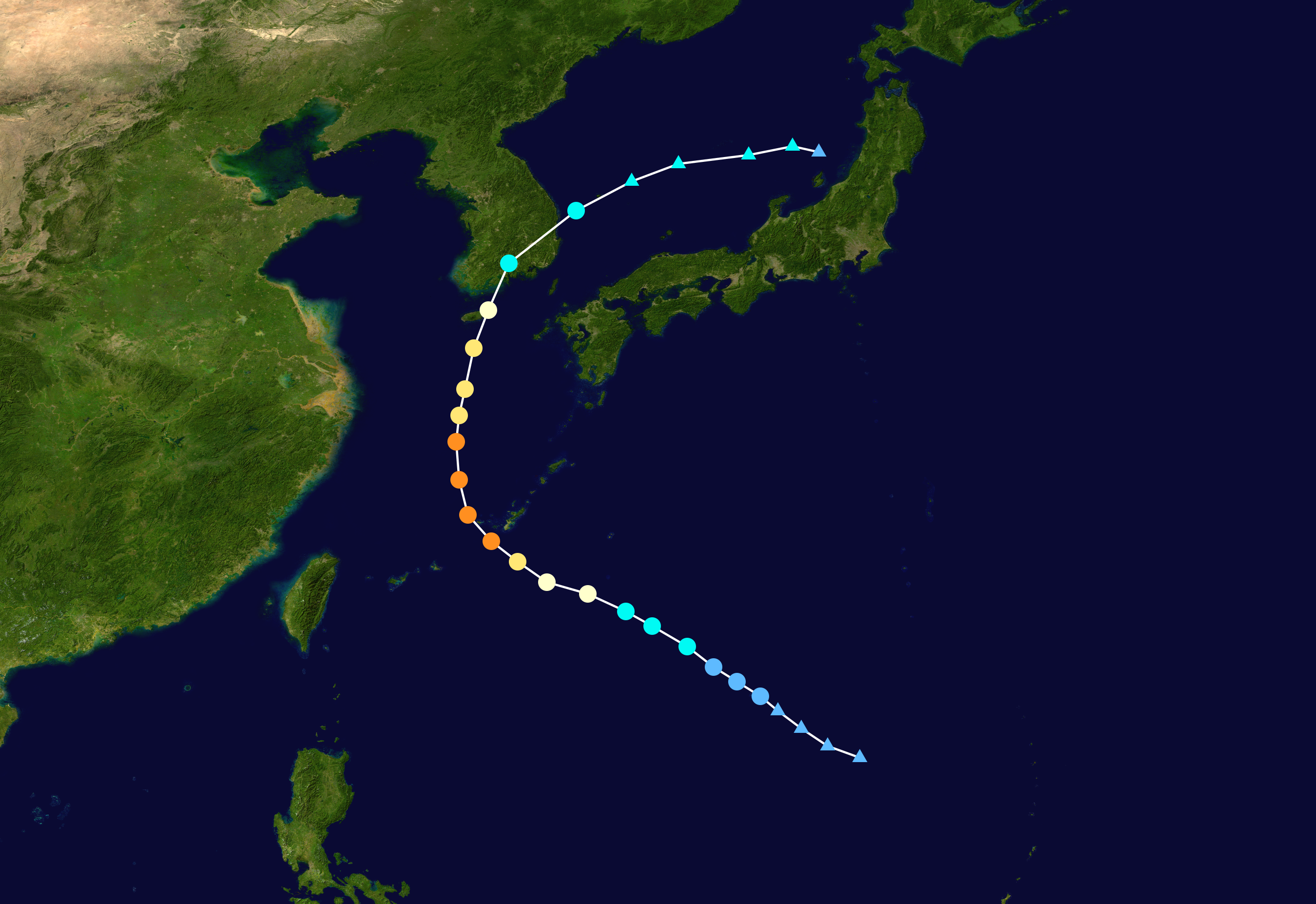
進路図

9月13日15時に、南大東島の南東海上で発生した台風11号は、勢力を強めながら北西に進んだ。 14日には非常に強い台風となり沖縄本島地方の近海を通過。 台風の直撃を受けた久米島では15日01時26分に、1958年の統計開始以来最も強い最大瞬間風速となる、62.8m/s（南の風）を記録した。台風は15日から16日にかけて東シナ海を北上し、16日夕方には朝鮮半島南端に達した。その後17日09時には 日本海西部で温帯低気圧に変わった。
東北地方では、台風から変わった温帯低気圧と秋雨前線に向かって暖かく湿った空気が入り、記録的な大雨となった（後述）。
この台風は、強風域半径が最盛期でも190kmと1999年以前の言い方で｢ごく小さい｣台風であったが、中心付近の気圧傾度が非常に大きく、中心付近で猛烈な風が吹いた。そのため直撃を受けた久米島では最大瞬間風速が62.8m/sを観測し、風による大きな被害が出た。

## 被害・影響
住宅の被害は全壊が10件、半壊が18件、一部損壊が約114件に上ったほか、町役場や学校、ホテルの窓ガラスが多く割れた。また、電柱が倒壊したり折れ曲がったりなどして約1,900世帯が停電、サトウキビや電照ギク、牛舎倒壊などの農畜産物や、漁業では、漁船が漁港の道路まで押し出されたりするなど漁船約14隻が破損などの被害を、クルマエビ養殖場でも被害が出た。

## 東北北部の豪雨
日本海から東北付近に停滞した前線に、台風11号周辺の暖かく湿った空気が流れ込んだため、9月15日から前線の活動が活発となり、18日には台風11号から変わった低気圧が日本海の前線上を東に進み、秋田沖に達した。
このため、15日から18日にかけて東北北部（岩手県・秋田県・青森県）を中心に記録的な大雨となり、この間の総雨量は岩手県花巻市豊沢で300mm、秋田県仙北市鎧畑で289mm、青森県新郷村戸来で216mmなど、岩手県、秋田県、青森県の各地で9月の月間平均雨量を超えた。また、24時間雨量は岩手・秋田県内の合計23地点で観測史上最大となった。
被害の概要は、死者・行方不明者4人、負傷者5人、住家の全半壊一部破損238棟、床上床下浸水1,396棟。秋田県、岩手県では、大雨で増水した河川への転落などにより死者3名、行方不明者1名となり、青森県、秋田県、岩手県では、住家損壊、浸水害、土砂災害等が発生し、水稲等の冠水、果実の落果等、農業・林業・水産業被害があった。また、宮城県では河川の増水により床下浸水や農地の冠水による農業被害等が発生した。
台風11号と秋雨前線に伴う東北北部の大雨による被害 
- 死者3名・行方不明者1名・負傷者5名
- 住家全壊6棟・半壊226棟・一部損壊8棟
- 床上浸水390棟・床下浸水1,124棟